# Ötzi
Ötzi (også i spøg kaldt ismanden eller Homo tyrolensis) er kaldenavn på de over 5.000 år gamle mumificerede rester af et menneske, som 19. september 1991 blev fundet i mere end 3.200 meters højde på en gletsjer ved den italiensk-østrigske grænse. Navnet kommer af, at levningerne blev fundet i Ötztal-Alperne i Tyrol. Mumien er usædvanligt godt bevaret og regnes som Europas ældste. Den er fra ca. 3300 f.Kr, dvs. kobberalderen i Europa, der regnes som en del af yngre stenalder i Danmark.

## Videnskabelig analyse
Kroppen er blevet grundigt undersøgt, målt, røntgenfotograferet og dateret. Dødsåret kan med stor sikkerhed sættes til mellem 3350 og 3110 f.Kr. Mumiens velbevarede tilstand forklares med, at liget må være dækket af sne kort tid efter, at døden indtrådte. Dækket af sne, omgivet af tør luft med god udluftning blev kroppen nærmest frysetørret.  Pga. et gradvis koldere klima blev kroppen heller ikke optøet, men gradvist omsluttet af is.  I en eller flere kortere perioder har isen tøet, men kroppen lå i smeltevand, ikke i luft. Før opdagelsen i 1991 kan mumien ikke have ligget i fri luft længere end nogle få dage.
Ötzi var en mand i fyrrerne og hørte nok til de ældste i sit samfund. Han manglede fortænder i overkæben, og de øvrige tænder var noget slidt pga. stenstøv i melet. Man kan se, at han har brugt sine tænder som redskab.  Et ribbensbrud på venstre side er vokset pænt sammen, i lighed med et brud på næsebenet. Venstre fods lilletå viser tegn på forfrysning. Undersøgelse af den ene fingernegl afslørede, at han led af en kronisk sygdom. Tre af Beau-Reil-linjerne  tværs over neglen tyder på, at Ötzis immunsystem har været svært belastet otte, tretten og seksten uger før hans død. Den nyeste linje var også den mest udprægede. 

## Udseende
Ötzi var ved sin død 46±6 år. I begyndelsen mente man, at hans øjne var blå, men det vides nu, at de var brune.
Han havde kort skæg og mørkt, næsten skulderlangt hår. Han var velplejet og lignede ingen vildmand. Mumien er 1,54 m lang, svarende til en oprindelig højde på 158±2 cm. Han vejede 59±2 kg (mumien vejer 11 kg).  Analyser af pollen, støvkorn og isotopsammensætningen af hans tandemalje indikerer, at han tilbragte hele sit liv i et ret begrænset område i Sydtyrol. Han voksede muligvis op i egnen ved det nuværende Feldthurns nord for Bolzano, men flyttede senere til dalene omkring 50 km længere mod nord. Det kan dog også være, at han har fulgt en årsrytme, der også kendes fra Alperne i vore dage, hvor man tilbringer somrene på en sæter i bjergene og vintrene nede i dalene. Han sidste måltid bestod af hjortesteg, mens han nogle timer forinden havde spist brød bagt af enkorn, kød fra stenbuk og planter. Kemiske undersøgelser af hans hår viser højt niveau af kobber og arsenik, hvilket tyder på, at han arbejdede med kobbersmeltning. Følgelig kan han selv have støbt den kobberøkse, han bar på sig.
Interessant nok var der meget fedt i hans maveindhold, men det vides ikke, om det stammer fra kød eller ost. Lige på den tid begyndte menneske at holde husdyr og drikke mælken. Øtzi spiste senest en halv time før sin død, så han har følt sig ret tryg, når han har givet sig tid til at spise.

## Udstyr
Både sko, hue, kofte, lændeklæde og de lange "lægvarmere"/benklæder var af skind. Yderst havde han en stor kappe, flettet og syet af en slags strå, der har givet god beskyttelse mod den kolde vind. Skoene var vandtætte og brede, og ser ud til at være beregnet til at gå på sne med. De har såler af bjørneskind, overlæder af hjorteskind – og et net af træbark. Blødt græs var svøbt om foden som varme sokker.
Skoene er genskabt af eksperter og bedømt som fremragende fodtøj, og der foreligger planer om kommerciel produktion. 
Han var udstyret med en kobberøkse med skaft af takstræ, en flintekniv med skaft af asketræ i en skede af lindebast, et pilekogger af gedeskind med fjorten pile med snebolle- og kornel-pinde med flintehoveder, og en ufærdig takstræslangbue højere end ham selv. Hans økse er den eneste komplet bevarede skæftede økse fra Europas stenalder. Hans rygsæk havde et stativ af bøjede hasselkviste.

## Tatoveringerne
Han havde verdens ældste bevarede tatoveringer, i alt 57. Nogle ved akupunkturpunkter,  der benyttes i moderne akupunktur-behandling for at behandle arthritis (gigt) i ryg, hofter, knæ og ankler, og muligvis mavepine.  Det er imidlertid uvist, hvor gammel Ötzi var, da han blev tatoveret. Tatoveringerne er af sod fra et ildsted. Ifølge professor Maria Anna Pabst kan de være udført med en torn eller en nål af ben. Mønstrene, der går igen, er af parallelle linjer, op til syv. På det ene knæ fandt man et kors. De fleste var skjult af tøjet, så de næppe er påført som dekoration, men snarere af mere pragmatiske årsager.  Professor Don Brothwell ved universitetet i York har fastslået, at Ötzis tatoveringer befandt sig på de steder, hvor ledsmerter generede ham. Det kan forklare tatoveringernes ret "tilfældige" fordeling på kropsdele, hvor de ikke kan have tjent som statusmarkører. 
Med sig havde Ötzi to stykker af  birkeporesvampen (Piptoporus betulinus), der tilhører Skørhat-familien. Den vokser på træer og kan være benyttet mod den indvoldsorm, han var smittet af, med symptomer som diarré og mavepine. Både Grauballemanden og Tollundmanden led af indvoldsorm.  Svampen ser ud til at have været det eneste middel mod denne indvoldsorm, man kendte til i Europa, før der kom andre midler efter opdagelsen af Amerika. Svampen har derfor spillet en vigtig rolle i folkemedicinen, og det kan den have gjort i over 5.000 år. 

## Dødsårsagen
I de ti år til 2001, mente man, at Ötzi var blevet overrasket af et kraftigt snevejr og døde af kulde og sult. Så opdagede man efter nye røntgenundersøgelser en lille flintespids, fastkilet i hans venstre skulderblad. Han er død efter en voldsom kamp. En sårskade på hånden var nogle dage gammel, idet der havde dannet sig nye celler omkring såret, så der må være sket noget dramatisk nogle dage inden hans død, der har fået ham til at bryde op fra sit bosted.Han knugede stadig sin dolk, da han blev fundet i 1991. DNA-analyser tyder på, at blodspor på flintdolken, øksen og tøjet stammer fra flere mennesker, mens blodet på en pilespids, der blev fundet lige ved, stammer fra to mennesker. Det kan betyde, at han nedkæmpede to af modstanderne, og at han trak den værdifulde pil ud af de døde, før han selv fik en dødbringende pil i ryggen. Den var afskudt fra lang afstand, og trængte gennem venstre skulderblad, men standsede lige før venstre lunge. Pilen traf en arterie, og Ötzi blødte meget. Såret har været uhyre smertefuldt, og hans venstre arm sandsynligvis lammet. Han har også en hovedskade, da han sandsynligvis faldt og slog hovedet mod en sten efter at være truffet af pilen. Dødskampen må have varet i timer. Før sin død har Ötzi hurtigt prøvet at lave en ny bue og pile. Man kan spørge sig, hvad kampen gjaldt. Forfølgerne har ikke fjernet hans udstyr, ikke engang hans dyrebare kobberøkse.

## Fundet
Ötzi blev fundet af et tysk ægtepar på en gletsjer i 3.210 meters højde mellem Niederjochpasset og Finailspitze. På det tidspunkt var kun baghovedet og skuldrene synlige i isen. Finderne troede, at liget var mindst ti år gammelt, og østrigsk og italiensk politi blev informeret. Pga. højden og vejrforholdene tog det fire dage at få liget bjerget. Kroppen blev fjernet fra isen af de østrigske myndigheder under vanskelige forhold og med enkelt udstyr (isøkse og boremaskine) som bl.a. medførte, at kroppen knækkede ved hoften. Liget blev fragtet til retsmedicinsk institut i Innsbruck. Det var først her, at "straffesag 619/91", som statsadvokaten havde oprettet "mod ukendt gerningsmand", viste sig at være forældet (fra oldtiden).
Efter at mumiens alder var fastslået, blev den igen nedfrosset. Talrige eksperter fra de forskelligste fagdiscipliner har senere undersøgt kroppen og de andre fund. Fundstedet (koordinater: 46°46′44″N 10°50′23″Ø / 46.77889°N 10.83972°Ø) lå på grænsen mellem Nord- og Syd-Tyrol, og der opstod derfor raskt en disput om, hvorvidt Østrig eller Italien var mumiens ejer. Da Ötzi havde ligget nord for Alpernes vandskel, blev han først bragt til Innsbruck i Nord-Tyrol; men senere undersøgelser af det nøjagtige grænseforløb på gletsjeren har afklaret, at fundstedet lå 93 meter ind på italiensk territorium. Ötzi er derfor i dag på Syd-Tyrols arkæologiske museum i Bolzano, hvor han opbevares ved −6 °C, synlig for publikum.  Han er ovenikøbet på facebook. 

## Ötzis forbandelse
Efter en tid opstod rygtet om "Ötzis forbandelse", dvs. at flere forskere af Ötzi var døde under mystiske omstændigheder,  ligesom det blev påstået om dem, der var med ved åbningen af Tut-ankh-amons grav. Imidlertid har hundredvis af mennesker arbejdet med Ötzi-projektet, så der er intet mystisk ved, at nogle af dem er omkommet. 